# Akari Akase
Akari Akase (あかせあかり Akase Akari?, nacida el 30 de julio de 2001) es una cosplayer, gravure idol, personalidad de Internet, actriz y cantante japonesa de la prefectura de Aichi que está afiliada a SP-1. Comenzó sus actividades de entretenimiento como cosplayer y ganó popularidad en TikTok. En 2020, hizo su debut como modelo de gravure, apareciendo en revistas como Shūkan Playboy y en libros de fotos. En 2021, hizo su debut como actriz de televisión y en 2022 hizo su debut como cantante solista, lanzando la canción «Koi no Yukue» (恋ノ行方?), que se utilizó como tema de cierre de la serie de anime Sono Bisque Doll wa Koi o Suru.

## Biografía
Akase nació en la prefectura de Aichi el 30 de julio de 2001. Desde temprana edad, tuvo interés en el anime, y hasta que se convirtió en estudiante de secundaria, soñaba con aparecer en la franquicia Pretty Cure. Cuando estaba en la escuela secundaria, se desempeñó como gerente del club de voleibol de su escuela.
Después de retirarse como gerente del club, decidió dedicarse al cosplay debido a su interés en el anime. El cosplay también sería una forma de gastar el dinero que había ganado en trabajos de medio tiempo. Luego decidió abrir una cuenta de TikTok, que rápidamente creció en popularidad; a noviembre de 2020 tenía más de 900 mil suscriptores. También fue a través de su cuenta de TikTok donde fue buscada para actividades de entretenimiento a través de un mensaje directo de Twitter. Como había anhelado ser actriz desde niña, y con la aprobación de sus padres, aceptó la oferta.
Su debut como modelo profesional fue un traje de baño en la revista Shūkan Playboy de Shūeisha en marzo de 2020. Más tarde ese año, lanzó un fotolibro titulado Semi to Hatsukoi (蝉と初恋。?). En 2021 hizo su debut como actriz de televisión, apareciendo en la serie de Fuji TV Mr. Good- looking. Para diciembre del 2021, su cuenta de suscriptores de TikTok había superado los 1,2 millones.
En 2022, Akase hizo su debut como solista, lanzando su primer sencillo «Koi no Yukue» (恋ノ行方?)  el 23 de febrero de 2022; la canción se utilizó como tema de cierre de la serie de anime Sono Bisque Doll wa Koi o Suru.

## Filmografía

### Drama
- Mr. Good-looking (2021), Yuki Tanaka[5]

## Discografía

### Sencillos
- «Koi no Yukue» (恋ノ行方?) (Fecha de lanzamiento: 23 de febrero de 2022)[6]